# 曼弗雷德·格马尔
曼弗雷德·格马尔（德語：Manfred Germar，1935年3月10日—），德国男子田径运动员。他曾代表德国联队参加1956年和1960年夏季奥林匹克运动会田径比赛，其中1956年奥运会获得一枚铜牌。